# Boljunsko Polje
Boljunsko Polje är ett samhälle i Kroatien.   Det ligger i länet Istrien, i den västra delen av landet, 150 km väster om huvudstaden Zagreb. Boljunsko Polje ligger 159 meter över havet och antalet invånare är 150.
Terrängen runt Boljunsko Polje är huvudsakligen kuperad, men österut är den bergig. Boljunsko Polje ligger nere i en dal. Runt Boljunsko Polje är det glesbefolkat, med 14 invånare per kvadratkilometer. Närmaste större samhälle är Opatija, 14,2 km öster om Boljunsko Polje. Omgivningarna runt Boljunsko Polje är en mosaik av jordbruksmark och naturlig växtlighet.